# Saison 2023-2024 des Bulls de Chicago
La saison 2023-2024 des Bulls de Chicago est la 58e saison de la franchise en National Basketball Association (NBA).
Le 19 avril, les Bulls sont éliminés de la course aux playoffs après leur défaite lors du Play-in face au Heat de Miami (91-112).

## Draft
- Aucun choix de draft cette saison, Les Bulls avaient un choix dans la deuxième ronde, mais ils l'ont perdu en raison de violations de falsification en ce qui concerne l'agence libre.

## Matchs

### Summer League
| Summer League Total: 3-2 |

| Match | Date match | Équipe     | Score    | Meilleur marqueur          | Meilleur rebondeur | Meilleur passeur          | Lieux Spectateurs      | Série |
| ----- | ---------- | ---------- | -------- | -------------------------- | ------------------ | ------------------------- | ---------------------- | ----- |
| 1     | 7 juillet  | Toronto    | V 83-74  | Nate Darling (15)          | Lewis, Porter (7)  | Yago dos Santos (5)       | Cox Pavilion 0         | 1 - 0 |
| 2     | 8 juillet  | Memphis    | D 80-87  | Javon Freeman-Liberty (24) | Adama Sanogo (12)  | Javon Freeman-Liberty (5) | Cox Pavilion 0         | 1 - 1 |
| 3     | 11 juillet | Sacramento | V 107-99 | Javon Freeman-Liberty (28) | Adama Sanogo (9)   | Javon Freeman-Liberty (6) | Cox Pavilion 0         | 2 - 1 |
| 4     | 13 juillet | Cleveland  | D 83-87  | Javon Freeman-Liberty (18) | Adama Sanogo (8)   | Yago Dos Santos (4)       | Thomas & Mack Center 0 | 2 - 2 |
| 5     | 15 juillet | Washington | V 90-85  | Javon Freeman-Liberty (24) | Adama Sanogo (9)   | Javon Freeman-Liberty (5) | Cox Pavilion 0         | 3 - 2 |

### Pré-saison
| Pré-saison Total: 1-4 (Domicile : 1-2; Extérieur : 0-2) |

| Match | Date match | Équipe      | Score           | Meilleur marqueur    | Meilleur rebondeur  | Meilleur passeur  | Lieux Spectateurs    | Série |
| ----- | ---------- | ----------- | --------------- | -------------------- | ------------------- | ----------------- | -------------------- | ----- |
| 1     | 8 octobre  | @ Milwaukee | D 102-105       | Coby White (14)      | Andre Drummond (9)  | Coby White (6)    | Fiserv Forum 15 433  | 0 - 1 |
| 2     | 12 octobre | Denver      | V 133-124 (2OT) | DeMar DeRozan (19)   | Andre Drummond (13) | Trois joueurs (4) | United Center 19 975 | 1 - 1 |
| 3     | 15 octobre | @ Denver    | D 102-116       | White, Williams (20) | Andre Drummond (10) | Ayo Dosunmu (7)   | Ball Arena 17 286    | 1 - 2 |
| 4     | 17 octobre | Toronto     | D 102-106       | Zach LaVine (25)     | Andre Drummond (13) | DeMar DeRozan (5) | United Center 15 815 | 1 - 3 |
| 5     | 19 octobre | Minnesota   | D 105-114       | Nikola Vučević (21)  | Nikola Vučević (10) | Trois joueurs (4) | United Center 18 754 | 1 - 4 |

### Saison régulière
| Saison régulière Total: 39-43 (Domicile : 20-21; Extérieur : 19-22) |

| Match | Date       | Équipe        | Score          | Meilleur marqueur   | Meilleur rebondeur  | Meilleur passeur    | Lieux Spectateurs            | Série |
| ----- | ---------- | ------------- | -------------- | ------------------- | ------------------- | ------------------- | ---------------------------- | ----- |
| 1     | 25 octobre | Oklahoma City | D 104-124      | DeMar DeRozan (20)  | Nikola Vučević (9)  | Trois joueurs (4)   | United Center 21 369         | 0 - 1 |
| 2     | 27 octobre | Toronto       | V 104-103 (OT) | DeMar DeRozan (33)  | Alex Caruso (13)    | Coby White (8)      | United Center 19 555         | 1 - 1 |
| 3     | 28 octobre | @ Détroit     | D 102-118      | Zach LaVine (51)    | Andre Drummond (5)  | Caruso, DeRozan (4) | Little Caesars Arena 20 062  | 1 - 2 |
| 4     | 30 octobre | @ Indiana     | V 112-105      | Nikola Vučević (24) | Nikola Vučević (17) | DeMar DeRozan (4)   | Gainbridge Fieldhouse 15 021 | 2 - 2 |

| Match                                                                      | Date         | Équipe          | Score          | Meilleur marqueur    | Meilleur rebondeur  | Meilleur passeur    | Lieux Spectateurs               | Série  |
| -------------------------------------------------------------------------- | ------------ | --------------- | -------------- | -------------------- | ------------------- | ------------------- | ------------------------------- | ------ |
| 5                                                                          | 1er novembre | @ Dallas        | D 105-114      | Zach LaVine (22)     | Nikola Vučević (20) | DeMar DeRozan (7)   | American Airlines Center 20 103 | 2 - 3  |
| 6                                                                          | 3 novembre   | Brooklyn*       | D 107-109      | DeRozan, LaVine (24) | Nikola Vučević (13) | Zach LaVine (5)     | United Center 20 645            | 2 - 4  |
| 7                                                                          | 4 novembre   | @ Denver        | D 101-123      | Nikola Vučević (19)  | Andre Drummond (11) | DeMar DeRozan (6)   | Ball Arena 19 610               | 2 - 5  |
| 8                                                                          | 6 novembre   | Utah            | V 130-113      | Zach LaVine (24)     | Nikola Vučević (8)  | Coby White (7)      | United Center 18 031            | 3 - 5  |
| 9                                                                          | 8 novembre   | Phoenix         | D 115-116 (OT) | Nikola Vučević (26)  | Zach LaVine (8)     | Zach LaVine (8)     | United Center 18 220            | 3 - 6  |
| 10                                                                         | 12 novembre  | Détroit         | V 119-108      | DeMar DeRozan (29)   | Nikola Vučević (12) | Coby White (7)      | United Center 19 088            | 4 - 6  |
| 11                                                                         | 13 novembre  | @ Milwaukee     | D 109-118      | Nikola Vučević (26)  | Craig, Vučević (12) | DeMar DeRozan (7)   | Fiserv Forum 17 865             | 4 - 7  |
| 12                                                                         | 15 novembre  | Orlando         | D 94-96        | Zach LaVine (19)     | Andre Drummond (14) | Trois joueurs (3)   | United Center 19 092            | 4 - 8  |
| 13                                                                         | 17 novembre  | Orlando*        | D 97-103       | Zach LaVine (34)     | Nikola Vučević (10) | Nikola Vučević (6)  | United Center 20 235            | 4 - 9  |
| 14                                                                         | 18 novembre  | Miami           | V 102-97       | DeMar DeRozan (23)   | Andre Drummond (9)  | Zach LaVine (6)     | United Center 18 063            | 5 - 9  |
| 15                                                                         | 20 novembre  | Miami           | D 100-118      | Coby White (20)      | Nikola Vučević (8)  | DeRozan, LaVine (5) | United Center 19 258            | 5 - 10 |
| 16                                                                         | 22 novembre  | @ Oklahoma City | D 102-116      | DeMar DeRozan (25)   | Nikola Vučević (12) | DeMar DeRozan (6)   | Paycom Center 18 203            | 5 - 11 |
| 17                                                                         | 24 novembre  | @ Toronto*      | D 108-121      | Zach LaVine (36)     | Nikola Vučević (8)  | Nikola Vučević (5)  | Scotiabank Arena 19 800         | 5 - 12 |
| 18                                                                         | 26 novembre  | @ Brooklyn      | D 109-118      | DeMar DeRozan (27)   | Nikola Vučević (9)  | DeMar DeRozan (6)   | Barclays Center 16 687          | 5 - 13 |
| 19                                                                         | 28 novembre  | @ Boston*       | D 97-124       | DeRozan, White (19)  | Nikola Vučević (8)  | DeMar DeRozan (6)   | TD Garden 19 156                | 5 - 14 |
| 20                                                                         | 30 novembre  | Milwaukee       | V 120-113 (OT) | Nikola Vučević (29)  | Andre Drummond (14) | Coby White (7)      | United Center 19 838            | 6 - 14 |
| *Matchs comptant pour la phase de groupe du NBA In-Season Tournament 2023. |              |                 |                |                      |                     |                     |                                 |        |

| Match | Date        | Équipe              | Score          | Meilleur marqueur     | Meilleur rebondeur  | Meilleur passeur    | Lieux Spectateurs         | Série   |
| ----- | ----------- | ------------------- | -------------- | --------------------- | ------------------- | ------------------- | ------------------------- | ------- |
| 21    | 2 décembre  | La Nouvelle-Orléans | V 124-118      | Coby White (31)       | Coby White (9)      | DeMar DeRozan (10)  | United Center 20 511      | 7 - 14  |
| 22    | 6 décembre  | Charlotte           | V 111-100      | DeMar DeRozan (29)    | Nikola Vučević (12) | Coby White (5)      | United Center 17 689      | 8 - 14  |
| 23    | 8 décembre  | @ San Antonio       | V 121-112      | Coby White (24)       | Nikola Vučević (16) | DeMar DeRozan (10)  | Frost Bank Center 18 074  | 9 - 14  |
| 24    | 11 décembre | @ Milwaukee         | D 129-133 (OT) | DeMar DeRozan (41)    | Nikola Vučević (10) | DeMar DeRozan (11)  | Fiserv Forum 17 440       | 9 - 15  |
| 25    | 12 décembre | Denver              | D 106-114      | Coby White (27)       | Nikola Vučević (16) | Coby White (8)      | United Center 20 775      | 9 - 16  |
| 26    | 14 décembre | @ Miami             | V 124-116      | Coby White (26)       | Nikola Vučević (12) | Coby White (11)     | Kaseya Center 19 653      | 10 - 16 |
| 27    | 16 décembre | @ Miami             | D 116-118      | DeMar DeRozan (27)    | Nikola Vučević (11) | DeMar DeRozan (5)   | Kaseya Center 19 815      | 10 - 17 |
| 28    | 18 décembre | @ Philadelphie      | V 108-104      | Coby White (24)       | Trois joueurs (8)   | Coby White (9)      | Wells Fargo Center 19 773 | 11 - 17 |
| 29    | 20 décembre | L.A. Lakers         | V 124-108      | DeMar DeRozan (27)    | Nikola Vučević (10) | DeMar DeRozan (9)   | United Center 21 234      | 12 - 17 |
| 30    | 21 décembre | San Antonio         | V 114-95       | Coby White (22)       | Andre Drummond (8)  | DeRozan, White (5)  | United Center 20 697      | 13 - 17 |
| 31    | 23 décembre | Cleveland           | D 95-109       | DeMar DeRozan (21)    | Nikola Vučević (12) | DeMar DeRozan (8)   | United Center 19 583      | 13 - 18 |
| 32    | 26 décembre | Atlanta             | V 118-113      | DeMar DeRozan (25)    | Andre Drummond (25) | DeMar DeRozan (6)   | United Center 21 420      | 14 - 18 |
| 33    | 28 décembre | Indiana             | D 104-120      | Patrick Williams (22) | Andre Drummond (16) | DeMar DeRozan (5)   | United Center 21 568      | 14 - 19 |
| 34    | 30 décembre | Philadelphie        | V 105-92       | DeMar DeRozan (24)    | Andre Drummond (23) | Caruso, DeRozan (5) | United Center 21 648      | 15 - 19 |

| Match | Date       | Équipe         | Score          | Meilleur marqueur     | Meilleur rebondeur     | Meilleur passeur    | Lieux Spectateurs                 | Série   |
| ----- | ---------- | -------------- | -------------- | --------------------- | ---------------------- | ------------------- | --------------------------------- | ------- |
| 35    | 2 janvier  | @ Philadelphie | D 97-110       | DeMar DeRozan (16)    | Andre Drummond (17)    | Dalen Terry (7)     | Wells Fargo Center 19 772         | 15 - 20 |
| 36    | 3 janvier  | @ New York     | D 100-116      | DeMar DeRozan (28)    | Andre Drummond (16)    | Coby White (8)      | Madison Square Garden 19 812      | 15 - 21 |
| 37    | 5 janvier  | Charlotte      | V 104-91       | Coby White (22)       | Drummond, White (10)   | DeRozan, White (6)  | United Center 21 345              | 16 - 21 |
| 38    | 8 janvier  | @ Charlotte    | V 119-112 (OT) | Coby White (27)       | Andre Drummond (15)    | DeMar DeRozan (7)   | Spectrum Center 14 418            | 17 - 21 |
| 39    | 10 janvier | Houston        | V 124-119 (OT) | Coby White (30)       | Nikola Vučević (15)    | Coby White (8)      | United Center 21 149              | 18 - 21 |
| 40    | 12 janvier | Golden State   | D 131-140      | DeMar DeRozan (39)    | Zach LaVine (8)        | Trois joueurs (7)   | United Center 21 153              | 18 - 22 |
| 41    | 13 janvier | @ San Antonio  | V 122-116      | Nikola Vučević (24)   | Nikola Vučević (16)    | Zach LaVine (7)     | Frost Bank Center 18 354          | 19 - 22 |
| 42    | 15 janvier | @ Cleveland    | D 91-109       | Coby White (18)       | Drummond, Vučević (10) | LaVine, Vučević (4) | Rocket Mortgage FieldHouse 19 432 | 19 - 23 |
| 43    | 18 janvier | @ Toronto      | V 116-110      | DeRozan, Vučević (24) | Nikola Vučević (14)    | Nikola Vučević (7)  | Scotiabank Arena 19 312           | 20 - 23 |
| 44    | 20 janvier | Memphis        | V 125-96       | Ayo Dosunmu (20)      | Nikola Vučević (11)    | DeMar DeRozan (8)   | United Center 21 441              | 21 - 23 |
| 45    | 22 janvier | @ Phoenix      | D 113-115      | Coby White (26)       | Nikola Vučević (17)    | Coby White (9)      | Footprint Center 17 071           | 21 - 24 |
| 46    | 25 janvier | @ L.A. Lakers  | D 132-141      | DeMar DeRozan (32)    | Andre Drummond (9)     | DeMar DeRozan (10)  | Crypto.com Arena 18 997           | 21 - 25 |
| 47    | 28 janvier | @ Portland     | V 104-96       | DeMar DeRozan (20)    | Trois joueurs (7)      | Coby White (9)      | Moda Center 17 899                | 22 - 25 |
| 48    | 30 janvier | Toronto        | D 107-118      | DeMar DeRozan (25)    | Nikola Vučević (9)     | Coby White (6)      | United Center 21 259              | 22 - 26 |
| 49    | 31 janvier | @ Charlotte    | V 117-110      | Coby White (35)       | Nikola Vučević (12)    | Coby White (9)      | Spectrum Center 13 712            | 23 - 26 |

| Match                  | Date       | Équipe                | Score           | Meilleur marqueur     | Meilleur rebondeur     | Meilleur passeur    | Lieux Spectateurs                 | Série   |
| ---------------------- | ---------- | --------------------- | --------------- | --------------------- | ---------------------- | ------------------- | --------------------------------- | ------- |
| 50                     | 3 février  | Sacramento            | D 115-123       | Coby White (26)       | Nikola Vučević (12)    | Caruso, DeRozan (6) | United Center 21 579              | 23 - 27 |
| 51                     | 6 février  | Minnesota             | V 129-123 (OT)  | DeRozan, White (33)   | Andre Drummond (16)    | Coby White (7)      | United Center 20 949              | 24 - 27 |
| 52                     | 8 février  | @ Memphis             | V 118-110       | DeMar DeRozan (30)    | Andre Drummond (13)    | Coby White (8)      | FedExForum 16 285                 | 25 - 27 |
| 53                     | 10 février | @ Orlando             | D 108-114 (OT)  | DeMar DeRozan (28)    | Nikola Vučević (17)    | Coby White (7)      | Kia Center 19 459                 | 25 - 28 |
| 54                     | 12 février | @ Atlanta             | V 136-126       | DeRozan, Dosunmu (29) | Drummond, Vučević (11) | Dosunmu, White (7)  | State Farm Arena 16 524           | 26 - 28 |
| 55                     | 14 février | @ Cleveland           | D 105-108       | Coby White (32)       | Andre Drummond (15)    | DeMar DeRozan (6)   | Rocket Mortgage FieldHouse 19 432 | 26 - 29 |
| NBA All-Star Game 2024 |            |                       |                 |                       |                        |                     |                                   |         |
| 56                     | 22 février | Boston                | D 112-129       | Nikola Vučević (22)   | Nikola Vučević (14)    | Ayo Dosunmu (8)     | United Center 20 313              | 26 - 30 |
| 57                     | 25 février | @ La Nouvelle-Orléans | V 114-106       | DeMar DeRozan (24)    | Nikola Vučević (13)    | Ayo Dosunmu (8)     | Smoothie King Center 18 684       | 27 - 30 |
| 58                     | 27 février | Détroit               | D 95-105        | DeRozan, Vučević (25) | Andre Drummond (11)    | Dosunmu, White (6)  | United Center 21 089              | 27 - 31 |
| 59                     | 28 février | Cleveland             | V 132-123 (2OT) | DeMar DeRozan (35)    | Andre Drummond (26)    | Coby White (12)     | United Center 21 700              | 28 - 31 |

| Match | Date     | Équipe          | Score          | Meilleur marqueur     | Meilleur rebondeur    | Meilleur passeur   | Lieux Spectateurs            | Série   |
| ----- | -------- | --------------- | -------------- | --------------------- | --------------------- | ------------------ | ---------------------------- | ------- |
| 60    | 1er mars | Milwaukee       | D 97-113       | Coby White (22)       | Andre Drummond (10)   | DeMar DeRozan (9)  | United Center 21 249         | 28 - 32 |
| 61    | 4 mars   | @ Sacramento    | V 113-109      | DeMar DeRozan (33)    | Nikola Vučević (13)   | Caruso, White (7)  | Golden 1 Center 17 832       | 29 - 32 |
| 62    | 6 mars   | @ Utah          | V 119-117      | DeMar DeRozan (29)    | Nikola Vučević (12)   | Ayo Dosunmu (9)    | Delta Center 18 206          | 30 - 32 |
| 63    | 7 mars   | @ Golden State  | V 125-122      | DeRozan, Vučević (33) | Nikola Vučević (11)   | Coby White (7)     | Chase Center 18 064          | 31 - 32 |
| 64    | 9 mars   | @ L.A. Clippers | D 102-112      | DeMar DeRozan (24)    | Nikola Vučević (11)   | DeMar DeRozan (10) | Crypto.com Arena 19 370      | 31 - 33 |
| 65    | 11 mars  | Dallas          | D 92-127       | Onuralp Bitim (17)    | Andre Drummond (10)   | Ayo Dosunmu (6)    | United Center 21 363         | 31 - 34 |
| 66    | 13 mars  | @ Indiana       | V 132-129 (OT) | DeMar DeRozan (46)    | Nikola Vučević (12)   | Alex Caruso (7)    | Gainbridge Fieldhouse 17 274 | 32 - 34 |
| 67    | 14 mars  | L.A. Clippers   | D 111-126      | DeMar DeRozan (21)    | Andre Drummond (7)    | Alex Caruso (6)    | United Center 21 219         | 32 - 35 |
| 68    | 16 mars  | Washington      | V 127-98       | Ayo Dosunmu (34)      | Nikola Vučević (13)   | Ayo Dosunmu (9)    | United Center 21 697         | 33 - 35 |
| 69    | 18 mars  | Portland        | V 110-107      | DeMar DeRozan (28)    | Andre Drummond (11)   | Ayo Dosunmu (10)   | United Center 20 293         | 34 - 35 |
| 70    | 21 mars  | @ Houston       | D 117-127      | Ayo Dosunmu (35)      | Nikola Vučević (14)   | Nikola Vučević (6) | Toyota Center 17 016         | 34 - 36 |
| 71    | 23 mars  | Boston          | D 113-124      | DeMar DeRozan (28)    | DeRozan, Drummond (6) | Coby White (10)    | United Center 21 198         | 34 - 37 |
| 72    | 25 mars  | Washington      | D 105-107      | DeMar DeRozan (27)    | Nikola Vučević (16)   | DeMar DeRozan (6)  | United Center 21 726         | 34 - 38 |
| 73    | 27 mars  | Indiana         | V 125-99       | DeMar DeRozan (27)    | Nikola Vučević (12)   | Alex Caruso (7)    | United Center 22 018         | 35 - 38 |
| 74    | 29 mars  | @ Brooklyn      | D 108-125      | DeMar DeRozan (31)    | Andre Drummond (11)   | Coby White (9)     | Barclays Center 17 894       | 35 - 39 |
| 75    | 31 mars  | @ Minnesota     | V 109-101      | DeMar DeRozan (27)    | Andre Drummond (9)    | DeMar DeRozan (8)  | Target Center 18 024         | 36 - 39 |

| Match | Date      | Équipe       | Score          | Meilleur marqueur  | Meilleur rebondeur  | Meilleur passeur   | Lieux Spectateurs            | Série   |
| ----- | --------- | ------------ | -------------- | ------------------ | ------------------- | ------------------ | ---------------------------- | ------- |
| 76    | 1er avril | Atlanta      | D 101-113      | DeMar DeRozan (31) | Andre Drummond (18) | DeMar DeRozan (5)  | United Center 21 114         | 36 - 40 |
| 77    | 5 avril   | New York     | V 108-100      | Javonte Green (25) | Andre Drummond (16) | DeMar DeRozan (10) | United Center 21 599         | 37 - 40 |
| 78    | 7 avril   | @ Orlando    | D 98-113       | DeMar DeRozan (30) | Andre Drummond (10) | Coby White (6)     | Kia Center 19 276            | 37 - 41 |
| 79    | 9 avril   | New York     | D 117-128      | DeMar DeRozan (34) | Javonte Green (12)  | Trois joueurs (6)  | United Center 21 648         | 37 - 42 |
| 80    | 11 avril  | @ Détroit    | V 127-105      | DeMar DeRozan (39) | Nikola Vučević (11) | Alex Caruso (10)   | Little Caesars Arena 20 013  | 38 - 42 |
| 81    | 12 avril  | @ Washington | V 129-127      | Javonte Green (24) | Adama Sanogo (20)   | Jevon Carter (12)  | Capital One Arena 20 333     | 39 - 42 |
| 82    | 14 avril  | @ New York   | D 119-120 (OT) | DeMar DeRozan (30) | Nikola Vučević (11) | Alex Caruso (8)    | Madison Square Garden 19 812 | 39 - 43 |

### Play-in tournament
| Play-in Total: 1-1 (Domicile : 1-0; Extérieur : 0-1) |

| Match | Date match | Équipe  | Score     | Meilleur marqueur | Meilleur rebondeur  | Meilleur passeur  | Lieux Spectateurs    | Série |
| ----- | ---------- | ------- | --------- | ----------------- | ------------------- | ----------------- | -------------------- | ----- |
| 1     | 17 avril   | Atlanta | V 131-116 | Coby White (42)   | Nikola Vucevic (12) | DeMar DeRozan (9) | United Center 21 627 | 1 - 0 |

| Match | Date match | Équipe  | Score    | Meilleur marqueur  | Meilleur rebondeur  | Meilleur passeur   | Lieux Spectateurs    | Série |
| ----- | ---------- | ------- | -------- | ------------------ | ------------------- | ------------------ | -------------------- | ----- |
| 2     | 19 avril   | @ Miami | D 91-112 | DeMar DeRozan (22) | Nikola Vucevic (14) | Nikola Vucevic (5) | Kaseya Center 19 600 | 1 - 1 |

### Confrontations en saison régulière
| Conférence Est      | Conférence Est                              | Conférence Est                              | Conférence Est                              | Conférence Est                              | Conférence Ouest                            | Conférence Ouest                            | Conférence Ouest                            | Conférence Ouest                            |
| Division Atlantique | Division Atlantique                         | Division Atlantique                         | Division Atlantique                         | Division Atlantique                         | Division Nord-Ouest                         | Division Nord-Ouest                         | Division Nord-Ouest                         | Division Nord-Ouest                         |
| Équipe              | Domicile                                    | Domicile                                    | Extérieur                                   | Extérieur                                   | Équipe                                      | Domicile                                    | Extérieur                                   | Extérieur                                   |
| ------------------- | ------------------------------------------- | ------------------------------------------- | ------------------------------------------- | ------------------------------------------- | ------------------------------------------- | ------------------------------------------- | ------------------------------------------- | ------------------------------------------- |
| Boston              | 112-129                                     | 113-124                                     | 97-124                                      |                                             | Denver                                      | 106-114                                     | 101-123                                     |                                             |
| Brooklyn            | 107-109                                     |                                             | 109-118                                     | 108-125                                     | Minnesota                                   | 129-123 (OT)                                | 109-101                                     |                                             |
| New York            | 108-100                                     | 117-128                                     | 100-116                                     | 119-120 (OT)                                | Oklahoma City                               | 104-124                                     | 102-116                                     |                                             |
| Philadelphie        | 105-92                                      |                                             | 108-104                                     | 97-110                                      | Portland                                    | 110-107                                     | 104-96                                      |                                             |
| Toronto             | 104-103 (OT)                                | 107-118                                     | 108-121                                     | 116-110                                     | Utah                                        | 130-113                                     | 119-117                                     |                                             |
| Division            | 5–12 (Domicile : 3-5; Extérieur : 2-7)      | 5–12 (Domicile : 3-5; Extérieur : 2-7)      | 5–12 (Domicile : 3-5; Extérieur : 2-7)      | 5–12 (Domicile : 3-5; Extérieur : 2-7)      | Division                                    | 6–4 (Domicile : 3-2; Extérieur : 3-2)       | 6–4 (Domicile : 3-2; Extérieur : 3-2)       | 6–4 (Domicile : 3-2; Extérieur : 3-2)       |
| Division Centrale   | Division Centrale                           | Division Centrale                           | Division Centrale                           | Division Centrale                           | Division Pacifique                          | Division Pacifique                          | Division Pacifique                          | Division Pacifique                          |
| Équipe              | Domicile                                    | Domicile                                    | Extérieur                                   | Extérieur                                   | Équipe                                      | Domicile                                    | Extérieur                                   | Extérieur                                   |
|                     |                                             |                                             |                                             |                                             | Golden State                                | 131-140                                     | 125-122                                     |                                             |
| Cleveland           | 95-109                                      | 132-123 (2OT)                               | 91-109                                      | 105-108                                     | L.A. Clippers                               | 111-126                                     | 102-112                                     |                                             |
| Détroit             | 119-108                                     | 95-105                                      | 102-118                                     | 127-105                                     | L.A. Lakers                                 | 124-108                                     | 132-141                                     |                                             |
| Indiana             | 104-120                                     | 125-99                                      | 112-105                                     | 132-129 (OT)                                | Phoenix                                     | 115-116 (OT)                                | 113-115                                     |                                             |
| Milwaukee           | 120-113 (OT)                                | 97-113                                      | 109-118                                     | 129-133 (OT)                                | Sacramento                                  | 115-123                                     | 113-109                                     |                                             |
| Division            | 7–9 (Domicile : 4-4; Extérieur : 3-5)       | 7–9 (Domicile : 4-4; Extérieur : 3-5)       | 7–9 (Domicile : 4-4; Extérieur : 3-5)       | 7–9 (Domicile : 4-4; Extérieur : 3-5)       | Division                                    | 3–7 (Domicile : 1-4; Extérieur : 2-3)       | 3–7 (Domicile : 1-4; Extérieur : 2-3)       | 3–7 (Domicile : 1-4; Extérieur : 2-3)       |
| Division Sud-Est    | Division Sud-Est                            | Division Sud-Est                            | Division Sud-Est                            | Division Sud-Est                            | Division Sud-Ouest                          | Division Sud-Ouest                          | Division Sud-Ouest                          | Division Sud-Ouest                          |
| Équipe              | Domicile                                    | Domicile                                    | Extérieur                                   | Extérieur                                   | Équipe                                      | Domicile                                    | Extérieur                                   | Extérieur                                   |
| Atlanta             | 118-113                                     | 101-113                                     | 136-126                                     |                                             | Dallas                                      | 92-127                                      | 105-114                                     |                                             |
| Charlotte           | 111-100                                     | 104-91                                      | 119-112 (OT)                                | 117-110                                     | Houston                                     | 124-119 (OT)                                | 117-127                                     |                                             |
| Miami               | 102-97                                      | 100-118                                     | 124-116                                     | 116-118                                     | Memphis                                     | 125-96                                      | 118-110                                     |                                             |
| Orlando             | 94-96                                       | 97-103                                      | 108-114 (OT)                                | 98-113                                      | New Orleans                                 | 124-118                                     | 114-106                                     |                                             |
| Washington          | 127-98                                      | 105-107                                     | 129-127                                     |                                             | San Antonio                                 | 114-95                                      | 121-112                                     | 122-116                                     |
| Division            | 10–8 (Domicile : 5-5; Extérieur : 5-3)      | 10–8 (Domicile : 5-5; Extérieur : 5-3)      | 10–8 (Domicile : 5-5; Extérieur : 5-3)      | 10–8 (Domicile : 5-5; Extérieur : 5-3)      | Division                                    | 8–3 (Domicile : 4-1; Extérieur : 4-2)       | 8–3 (Domicile : 4-1; Extérieur : 4-2)       | 8–3 (Domicile : 4-1; Extérieur : 4-2)       |
| Conférence          | 22–29 (Domicile : 12–14; Extérieur : 10–15) | 22–29 (Domicile : 12–14; Extérieur : 10–15) | 22–29 (Domicile : 12–14; Extérieur : 10–15) | 22–29 (Domicile : 12–14; Extérieur : 10–15) | Conférence                                  | 17–14 (Domicile : 8–7; Extérieur : 9–7)     | 17–14 (Domicile : 8–7; Extérieur : 9–7)     | 17–14 (Domicile : 8–7; Extérieur : 9–7)     |
| Total               | 39–42 (Domicile : 20–21; Extérieur : 19–21) | 39–42 (Domicile : 20–21; Extérieur : 19–21) | 39–42 (Domicile : 20–21; Extérieur : 19–21) | 39–42 (Domicile : 20–21; Extérieur : 19–21) | 39–42 (Domicile : 20–21; Extérieur : 19–21) | 39–42 (Domicile : 20–21; Extérieur : 19–21) | 39–42 (Domicile : 20–21; Extérieur : 19–21) | 39–42 (Domicile : 20–21; Extérieur : 19–21) |

## Classements

### Saison régulière
| Conférence Est | Conférence Est             | Conférence Est | Conférence Est | Conférence Est | Conférence Est | Conférence Est | Conférence Est |
| No             | Franchise                  | Vic.           | Déf.           | MJ             | V/D            | GB             |                |
| -------------- | -------------------------- | -------------- | -------------- | -------------- | -------------- | -------------- | -------------- |
| 1              | z - Celtics de Boston      | 64             | 18             | 82             | .780           | –              |                |
| 2              | x - Knicks de New York     | 50             | 32             | 82             | .610           | 14             |                |
| 3              | y - Bucks de Milwaukee     | 49             | 33             | 82             | .598           | 15             |                |
| 4              | x - Cavaliers de Cleveland | 48             | 34             | 82             | .585           | 16             |                |
| 5              | y - Magic d'Orlando        | 47             | 35             | 82             | .573           | 17             |                |
| 6              | x - Pacers de l'Indiana    | 47             | 35             | 82             | .573           | 17             |                |
|                |                            |                |                |                |                |                |                |
| 7              | x - 76ers de Philadelphie  | 47             | 35             | 82             | .573           | 17             |                |
| 8              | x - Heat de Miami          | 46             | 36             | 82             | .561           | 18             |                |
| 9              | pi - Bulls de Chicago      | 39             | 43             | 82             | .476           | 25             |                |
| 10             | pi - Hawks d'Atlanta       | 36             | 46             | 82             | .439           | 28             |                |
|                |                            |                |                |                |                |                |                |
| 11             | o - Nets de Brooklyn       | 32             | 50             | 82             | .390           | 32             |                |
| 12             | o - Raptors de Toronto     | 25             | 57             | 82             | .305           | 39             |                |
| 13             | o - Hornets de Charlotte   | 21             | 61             | 82             | .256           | 43             |                |
| 14             | o - Wizards de Washington  | 15             | 67             | 82             | .183           | 49             |                |
| 15             | o - Pistons de Détroit     | 14             | 68             | 82             | .171           | 50             |                |

| Division Centrale          | V  | D  | MJ | V/D  | GB | Dom   | Ext   | Div  |
| -------------------------- | -- | -- | -- | ---- | -- | ----- | ----- | ---- |
| y - Bucks de Milwaukee     | 49 | 33 | 82 | .598 | –  | 31-11 | 18-22 | 10-7 |
| x - Cavaliers de Cleveland | 48 | 34 | 82 | .585 | 1  | 26-15 | 22-19 | 11-5 |
| x - Pacers de l'Indiana    | 47 | 35 | 82 | .573 | 2  | 26-15 | 21-20 | 11-6 |
| pi - Bulls de Chicago      | 39 | 43 | 82 | .476 | 10 | 20-21 | 19-22 | 7-9  |
| o - Pistons de Détroit     | 14 | 68 | 82 | .171 | 35 | 7-33  | 7-35  | 2-14 |

### NBA In-Season Tournament
| Rang | Équipe             | Pts | J | G | P | Pp  | Pc  | Diff |
| ---- | ------------------ | --- | - | - | - | --- | --- | ---- |
| 1    | Celtics de Boston  | 7   | 4 | 3 | 1 | 449 | 422 | 27   |
| 2    | Magic d'Orlando    | 7   | 4 | 3 | 1 | 446 | 424 | 22   |
| 3    | Nets de Brooklyn   | 7   | 4 | 3 | 1 | 455 | 435 | 20   |
| 4    | Raptors de Toronto | 4   | 4 | 1 | 3 | 436 | 457 | -21  |
| 5    | Bulls de Chicago   | 4   | 4 | 0 | 4 | 409 | 457 | -48  |